# کراسنوونگ
کراسنوونگ (به لهستانی:  Krasnołęg) یک روستا در لهستان است که در گمینا کژشتسه واقع شده‌است.
 کراسنوونگ  ۷۰ نفر جمعیت دارد.